# Stanislav Kostov
Stanislav Jordanov Kostov (in bulgaro Станислав Йорданов Костов?; Blagoevgrad, 2 ottobre 1991) è un calciatore bulgaro, attaccante del Pirin Blagoevgrad.

## Carriera

### Club
Inizia la sua carriera nel 2006 quando viene acquistato dal Pirin Blagoevgrad dove, in quattro anni, fa tutta la trafila fino alla prima squadra: l'esordio arriva il 7 agosto in occasione del match di campionato con lo Sliven. L'11 settembre realizza la sua prima rete in carriera ai danni del Lokomotiv Sofia: in quell'occasione subisce anche la sua prima ammonizione, in carriera.
Durante la sessione invernale del calciomercato 2011 viene acquistato dal CKSA Sofia, dove debutta il 20 aprile in occasione della partita di coppa con il Liteks Loveč. Il 28 maggio realizza la sua prima rete in campionato, con la maglia dei Soldati, in occasione del match di campionato con l'Akademik Sofija. Per la stagione 2017-2018 gioca fino a gennaio con la maglia del OFK Pirin Blagoevgrad per poi passare al Levski Sofia dove mette a segno 2 goal.

### Nazionale
Dal 2010 al 2012 ha militato con la nazionale bulgara Under-21.
Tra il 2018 ed il 2019 ha giocato complessivamente 3 partite con la nazionale maggiore bulgara.

## Palmarès

### Club
- Coppa di Bulgaria: 1

CSKA Sofia: 2010-2011
- Supercoppa di Bulgaria: 1

CSKA Sofia: 2011

### Individuale
- Capocannoniere del campionato bulgaro: 1

2018-2019 (24 gol)